# Laleten
Laleten is een bestuurslaag in het regentschap Belu van de provincie Oost-Nusa Tenggara, Indonesië. Laleten telt 1494 inwoners (volkstelling 2010).